# King Floyd
King Floyd, född 13 februari 1945 i New Orleans, Louisiana, död 6 mars 2006 i Jackson, Kalifornien, var en amerikansk soulsångare. Floyd hade en stor USA-hit 1971 med låten "Groove Me" som nådde sjätteplatsen på Billboard Hot 100-listan.
Han albumdebuterade 1969 med skivan A Man in Love, som bland annat innehöll låtar komponerade med Dr. John. Skivan blev dock ingen succé och Floyd började en tid arbeta på United States Postal Service.  Efter framgången med "Groove Me" gav han ut några skivor till under 1970-talet utan att lyckas få någon mer hit. Floyd fick många år senare stå med som låtskrivare då Shaggys hit "Boombastic" 1995 använde partier från hans låt "Baby Let Me Kiss You".

## Diskografi, album
- A Man In Love (1969)
- King Floyd (1971)
- Think About It (1974)
- Well Done (1975)
- Body English (1977)